# Bassac (rivière)
Pour les articles homonymes, voir Bassac.
Le Bassac (en khmer : ទន្លេបាសាក់ ou vietnamien : Hậu Giang ce qui signifie fleuve postérieur) est un bras (ou défluent) du Mékong qui s'en sépare à Phnom Penh (après l'île de Koh Pich), au Cambodge, peu après son confluent avec le Tonlé Sap, et coule vers le Vietnam.

## Géographie
On peut considérer qu'il marque le début du delta de ce fleuve, bien que les autres bras se forment plus loin. 
Le Bassac est l'une des « quatre rivières » sur lesquelles la ville de Phnom Penh est construite.

## Affluents
- Bình Di River (en) (rd),

## Aménagements et écologie
Historiquement le Bassac était la continuation du Tonlé Sap vers la mer et coulait parallèlement au Mékong mais peu à peu au cours d'inondations, les lits se sont mélangés; le cours actuel précède de peu le choix du site comme capitale.
À Phnom Penh, le Bassac est traversé par les ponts Monivong et Ta Khmau et au Viêt Nam par le pont de Cân Tho, pont beaucoup plus imposant puisque la rivière est alors beaucoup plus large.

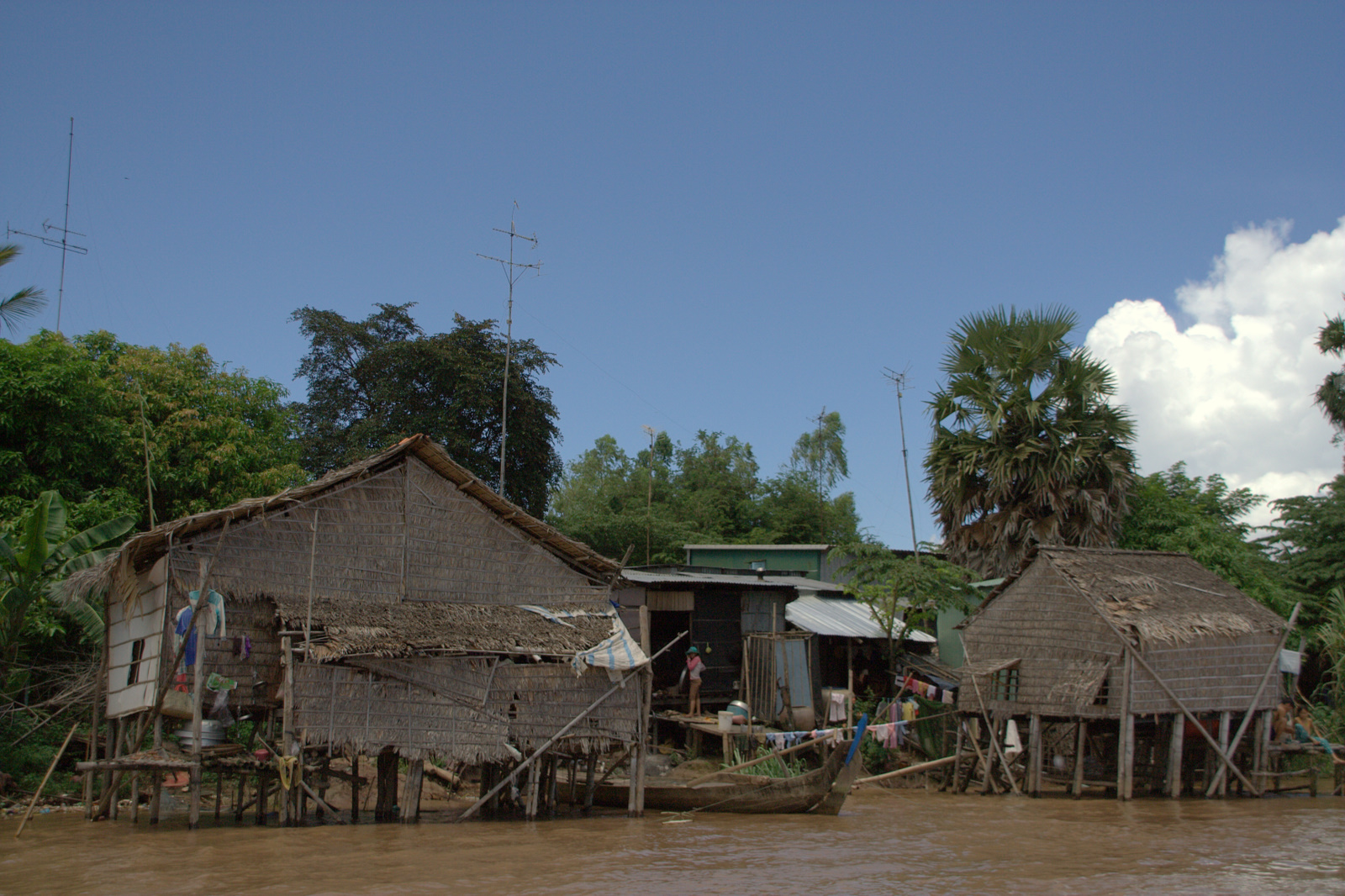
Vue de maisons sur pilotis au bord du Bassac
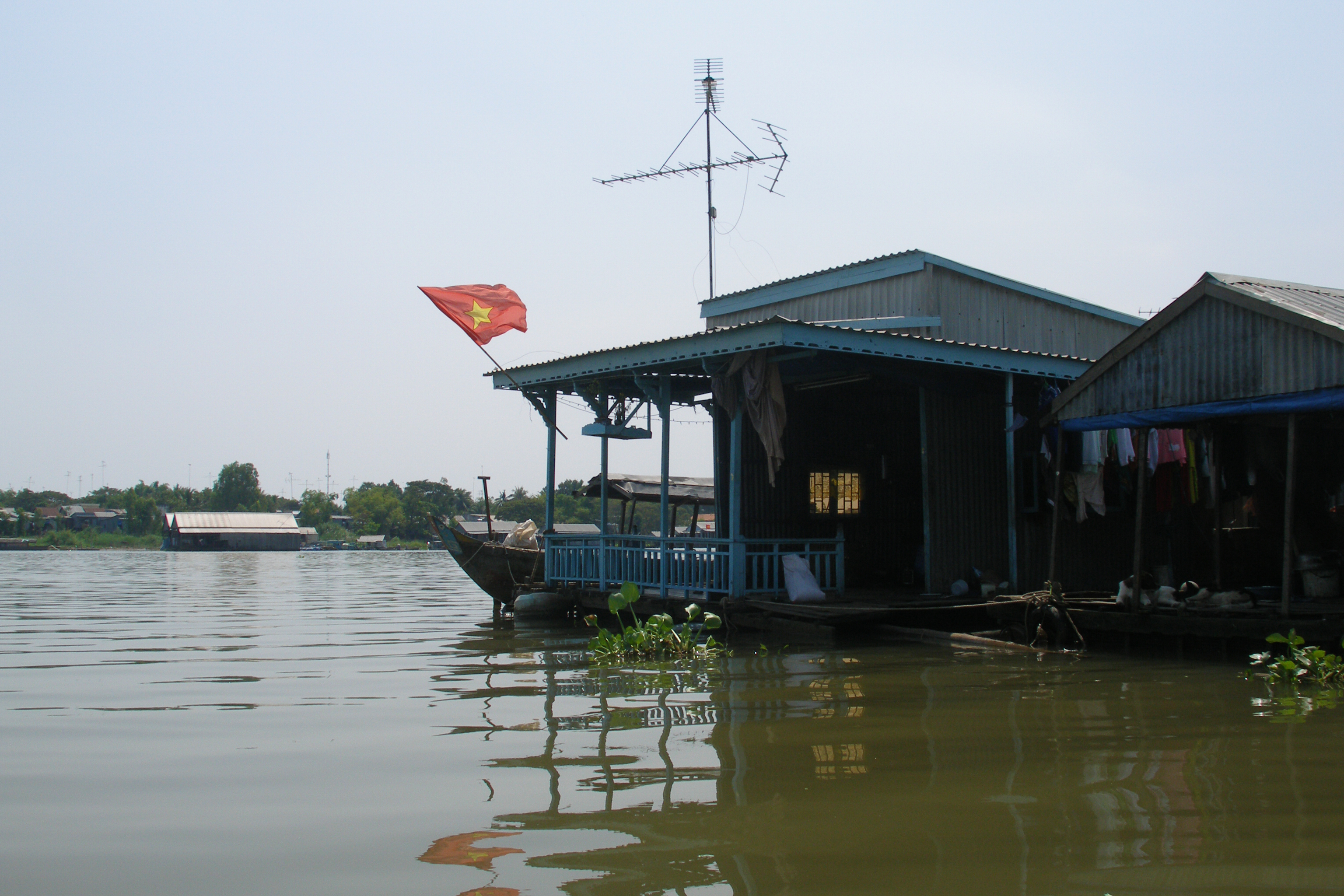
Bassac
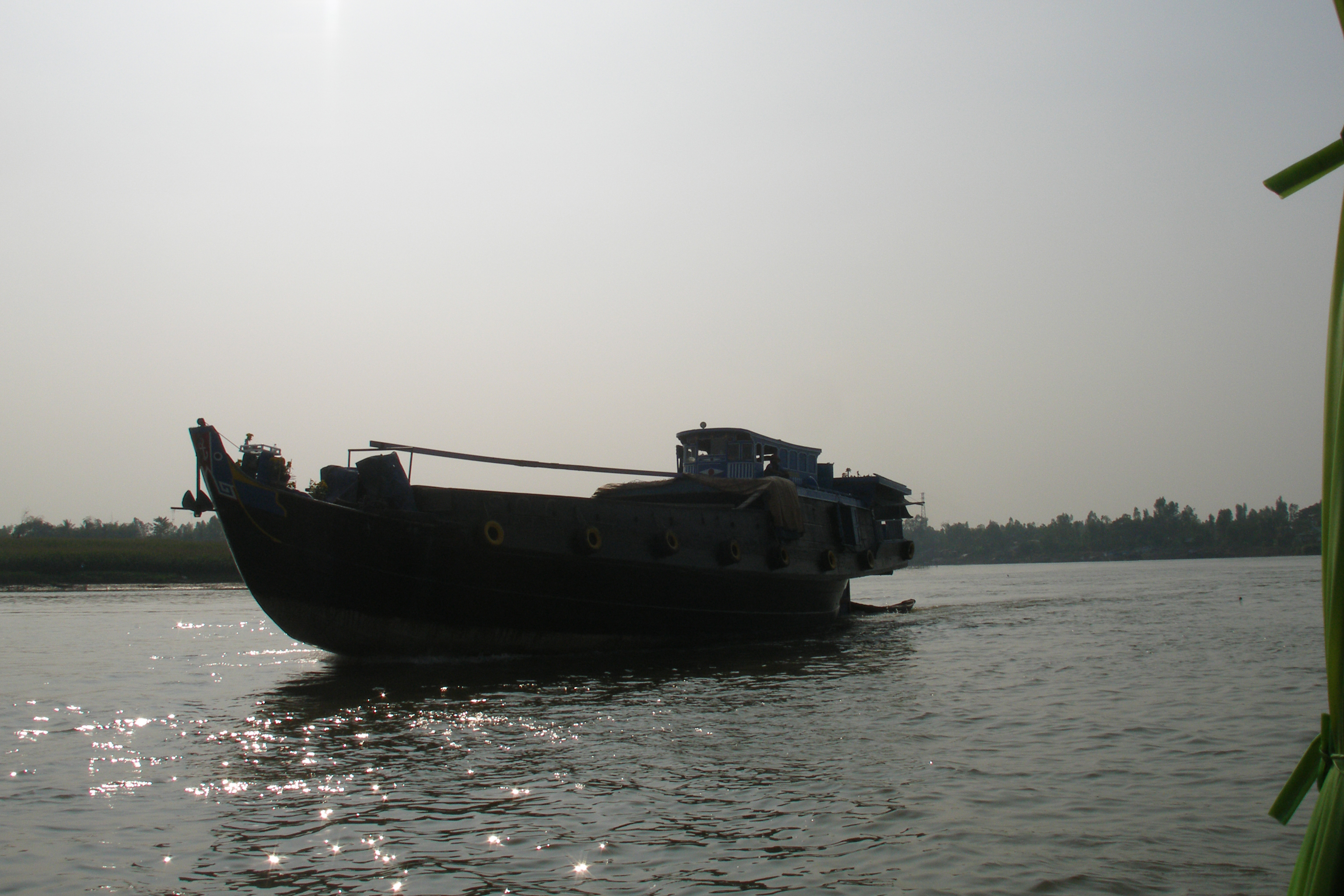
Bassac